# Enterprise Products
Enterprise Products Partners L.P. (NYSE: EPD) er en amerikansk virksomhed indenfor pipeline transport af naturgas og råolie. De har hovedkvarter i Houston, Texas.